# Principis de la fe jueva
Els principis de la fe jueva son una sèrie d'afirmacions que es presenten com el suport fonamental inherent a l'acceptació i la pràctica del judaisme. Si bé van quedar més o menys fixades a l'edat mitjana, els teòlegs jueus han estat discutint aquestes qüestions des de l'Antiguitat i continuen fent-ho avui dia. Al llarg del temps la seva formulació ha variat tant pel que fa al nombre que al contingut: el rabí Josep Albó, per exemple, en el Sefer ha-Ikkarim, enuncia tres principis (creença en l'existència de Déu, en la Revelació i en la Justícia divina), mentre que el seu mestre Hasdai Cresques en preconitzava sis. Maimònides, al segle xii, en el seu comentari de la Mixnà (Tractat del Sanedrí, capítol 10) en va formular tretze, els tretze principis fonamentals que són els més generalment acceptats i que es troben compilats en diverses fonts talmúdiques.
D'altra banda, la necessitat de creure en tots els principis ha estat qüestionada en un moment o altre al llarg de la història. Això és degut al fet que el judaisme no se centra gaire en conceptes cosmològics abstractes; tot i que els jueus han profunditzat molt els problemes de la naturalesa de Déu, de l'home, de l'univers, de la vida i de la mort, no hi ha cap creença vinculant sobre aquests temes, deixant un espai important per a les opinions personals sobre aquests temes. El judaisme se centra més aviat en les relacions: la relació entre Déu i la raça humana, entre Déu i el poble jueu i entre els éssers humans. Les escriptures sagrades hebraiques expliquen la història del desenvolupament d'aquestes relacions a partir de la Creació, passant per la relació entre Déu i Abraham, Déu i el poble jueu, etc. Aquests escrits també especifiquen les obligacions recíproques que generen aquestes relacions, tot i que diversos corrents dins del judaisme tenen opinions diferents sobre la naturalesa d'aquestes obligacions. Alguns diuen que són lleis de Déu, absolutes i immutables: els ortodoxos; d'altres diuen que aquestes lleis divines poden canviar i evolucionar al llarg del temps: els conservadors o masortí; d'altres encara pensen que es tracta de simples directrius que es poden seguir o no, com en el judaisme liberal o el judaisme reconstruccionista. Cap comunitat jueva ha desenvolupat ni fixat el que equivaldria a un "catecisme", però malgrat tot, tot i que aquestes formulacions presentin un fons ideològic comú.

## Elstretze principis fonamentalsde Maimònides
El judaisme es basa en un monoteisme estrictament unitari, en la creença no només en un sol Déu, sinó en el Déu Únic. Per Maimònides, doncs, "El pilar, el fonament absolut de la saviesa, és tenir una idea clara que hi ha un Ésser Primordial que ha creat tota la resta" (Rambam, Hilh'ot Yessodé HaTorah 1,1). Aquest ésser, un i immaterial, és l'únic exclusivament digne de ser pregat; es va revelar als homes a través de la profecia, de la qual Moisès n'és per sempre el més gran dels portadors; va donar la Torà, divina i immutable; dirigeix el món, coneix els pensaments dels homes i fa prevaler la justícia; i enviarà el seu alliberador per tal de preparar el món a una nova era amb la resurrecció dels morts.
Aquesta creença es detallada així en "tretze principis fonamentals" (Xloixà Assar Ikarim):
1. Creença en l'existència del Creador, perfecte en tots els modes d'existència i causa primordial de tot el que existeix.
2. Creença en la unitat absoluta i sense igual de Déu.
3. Creença en la no corporeïtat de Déu i en que no pot veure's afectat per cap esdeveniment material, com ara el moviment, el descans o la residència.
4. Creença en l'eternitat de Déu.
5. Creença en l'imperatiu d'adorar exclusivament Déu i de no pregar cap divinitat falsa.
6. Creença que Déu comunica amb l'home a través de la profecia.
7. Creença en la primacia de la profecia de Moisès.
8. Creença en l'origen diví i en la immutabilitat de la Torà.
9. Creença en la immutabilitat de la Torà.
10. Creença en l'omnisciència i la providència de Déu.
11. Creença en què hi ha una recompensa i un càstig diví pels actes humans.
12. Creença en l'arribada del Messies i de l'Era messiànica.
13. Creença en la resurrecció dels morts.

És habitual que moltes comunitats recitin els Tretze principis d'una forma més poètica, començant amb les paraules Ani Maamine - "Crec" - cada dia després de les oracions del matí a la sinagoga. També ho és que el divendres a la tarda, després del servei d'entrada del Sàbat, es canti el poema Yigdal, que narra els Tretze principis de la fe.